# Eupithecia adjemica
Eupitecia adjemica es una especie de polilla de la familia Geometridae. La especie fue descrita por primera vez por Wilhelm Brandt en 1941 con distribución en Iran. El sintipo de la especie fue descrita en Sultanabad, a aproximadamente 1500 metros (4921,3 pies) de altitud.

## Descripción
Es una polilla pequeña, con alas cortas, líneas claras, a menudo patas blancas, con divisiones transversales oscuras apenas perceptibles. Grisáceo a lo largo de la costa y el pliegue submediano, de lo contrario de color blanco pardusco a ocre claro.
Las alas traseras son de color marrón grisáceo, a veces con un brillo ocre claro, marcas blanquecinas, puntas discales finas y apenas visibles. Grisáceos por debajo, el curso de las divisiones postmedianas y también los puntos discales son notablemente más oscuros. Flecos un toque más claro.